# Thieves (film, 1977)
Pour les articles homonymes, voir Thieves.
Pour plus de détails, voir Fiche technique et Distribution.
Thieves est un film américain réalisé par John Berry, sorti en 1977.

## Fiche technique
- Titre : Thieves
- Réalisation : John Berry
- Scénario : Herb Gardner (en)
- Photographie : Andrew Laszlo et Arthur J. Ornitz
- Pays d'origine : États-Unis
- Format : Couleurs - 1,85:1 - Mono
- Genre : comédie dramatique
- Date de sortie : 1977

## Distribution
- Marlo Thomas : Sally Cramer
- Charles Grodin : Martin Cramer
- Irwin Corey : Joe Kaminsky
- Héctor Elizondo : Man Below
- Mercedes McCambridge : Street Lady
- John McMartin : Gordon
- Gary Merrill : Street Man
- Ann Wedgeworth (en) : Nancy
- Larry B. Scott : Carlton
- Bob Fosse : Mr Day
- Alice Drummond : Mrs Ramsey
- Zvee Scooler : le vieux monsieur